# Herní konzole

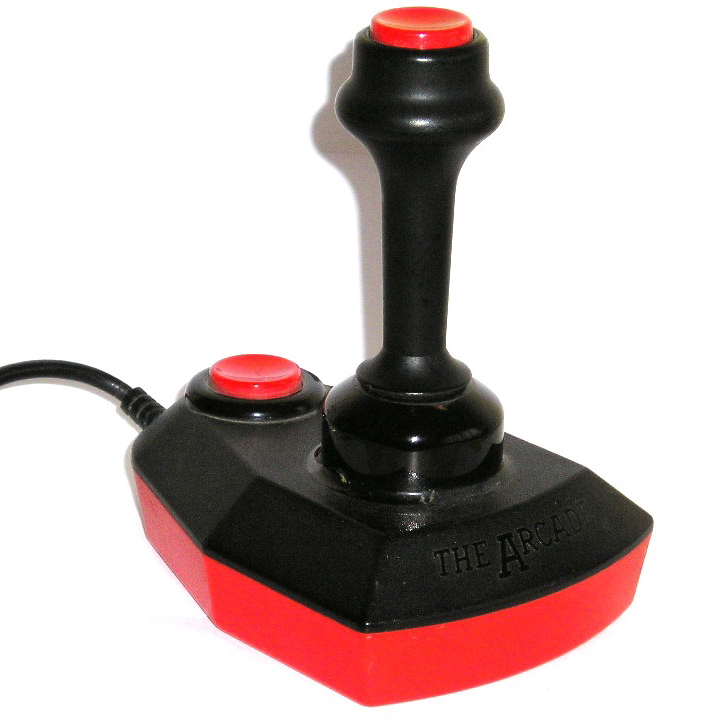
Joystick

Herní konzole je elektronické zařízení fungující na principu počítače, které je primárně určeno pro hraní videoher. Jako výstupní zařízení většinou slouží běžná barevná televize, méně často pak počítačový monitor. Konzole je možné dělit podle provedení na stolní a kapesní. Zobrazovacím zařízením kapesních konzolí je zpravidla LCD.
Moderní herní konzole nabízejí více funkcí, například lze spustit DVD nebo se připojit k internetu. V současné době mezi nejrozšířenější patří výrobky firmy Nintendo, Microsoft a Sony.

## Historie herních konzolí
První herní konzole byly vyrobeny na počátku 70. let 20. století. V roce 1966 přišel Ralph H. Baer s konceptem jednoduchých „bodových her“ na televizní obrazovce, který se stal základem konzole Magnavox Odyssey vydané v roce 1972.

## Rozdělení konzolí

### Domácí
Domácí herní konzole jsou zařízení v provedení domácího spotřebiče a připojují se k televizoru nebo monitoru. Hry se ovládají ovladačem zvaným joystick nebo gamepad. Tyto konzole mají mechaniky nebo slot pro určité paměťové médium, např. paměťovou kartu, cartridge, disketu, DVD nebo Blu-Ray. Současné konzole lze spojit s internetem; lze také sdílet zážitky z her prostřednictvím sociálních sítí.

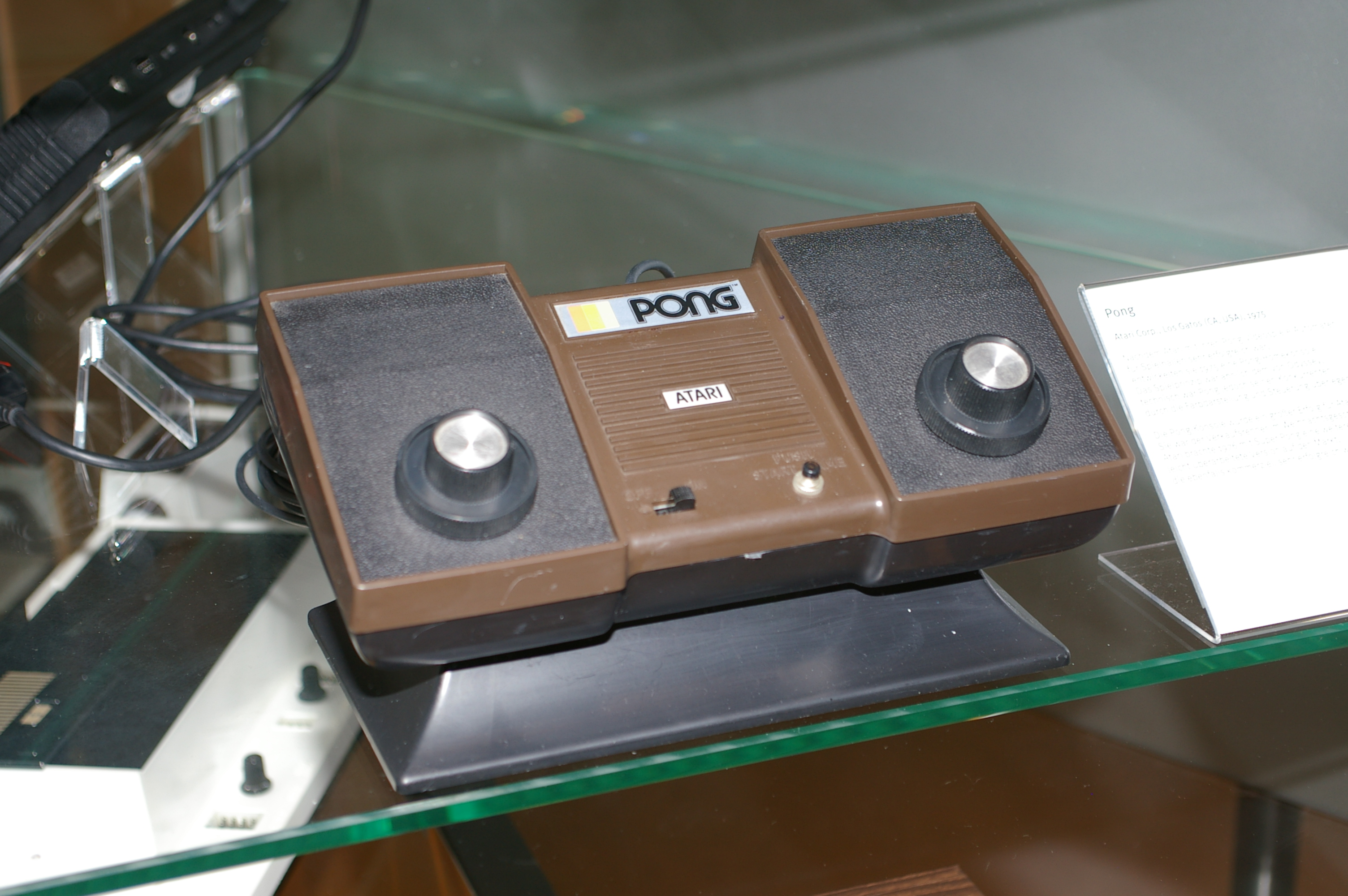
Pong byl první komerčně úspěšnou herní konzolí
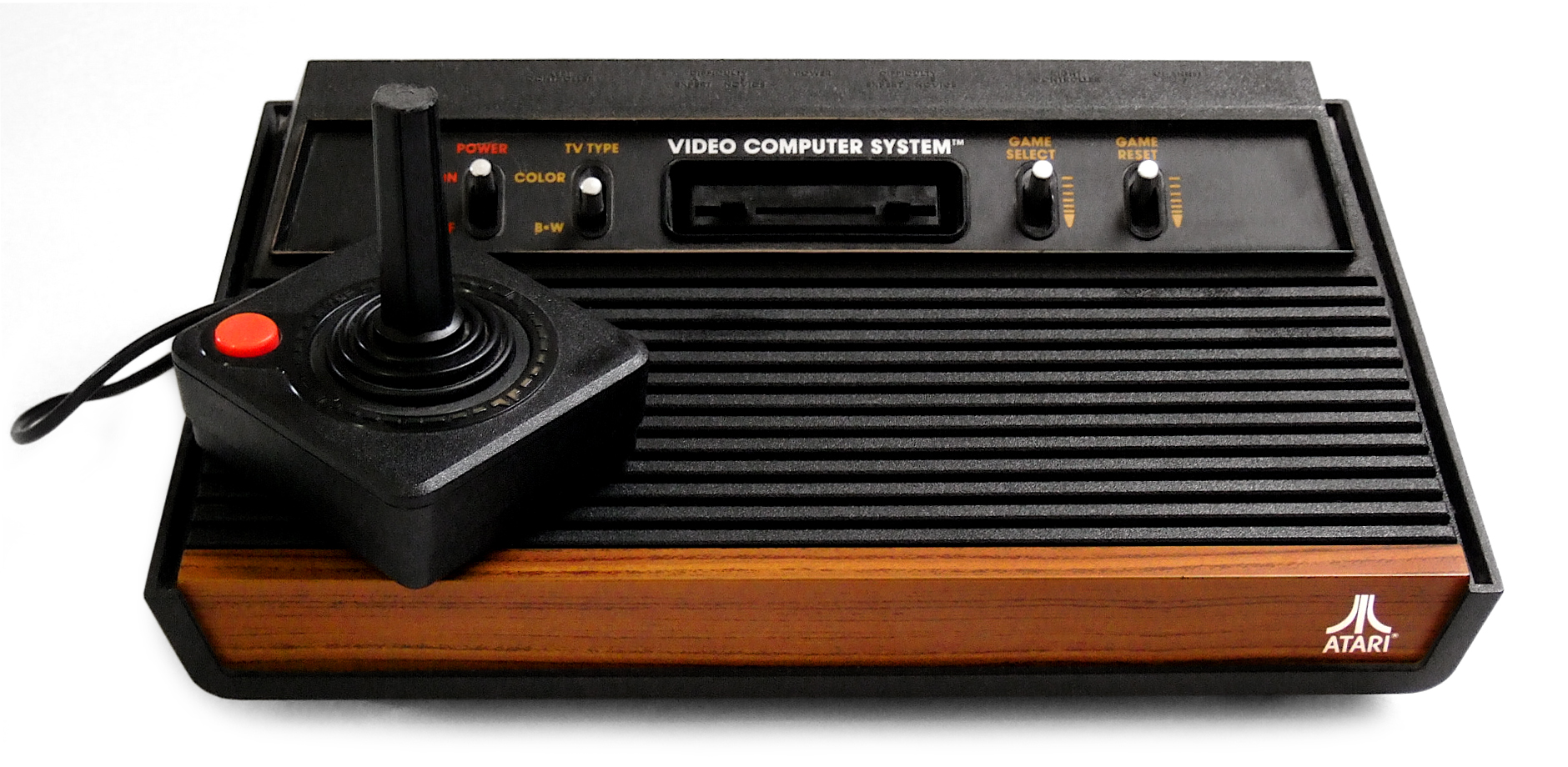
Atari 2600 bylo nejprodávanější herní konzolí druhé generace
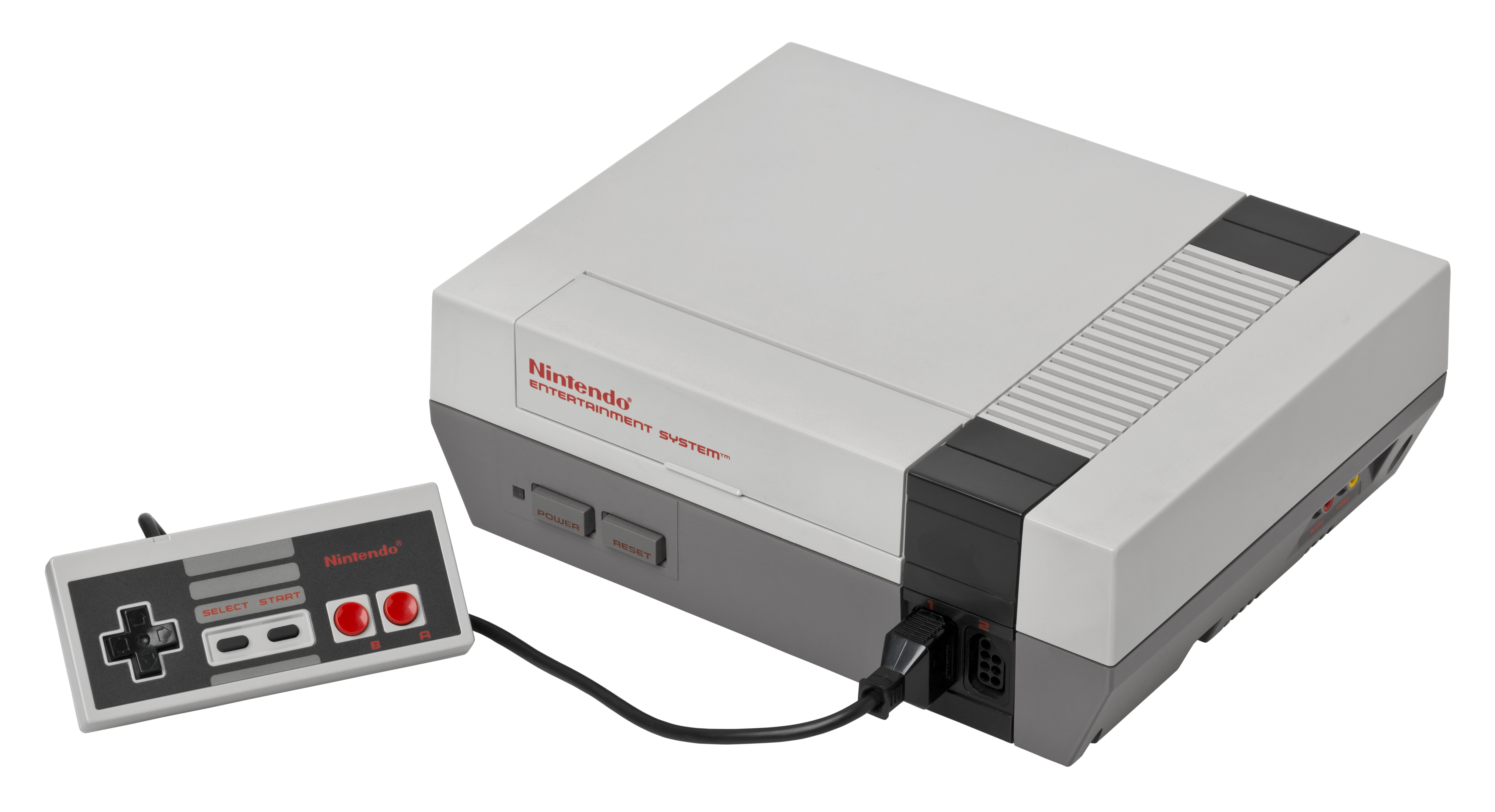
NES byl nejprodávanější herní konzolí třetí generace
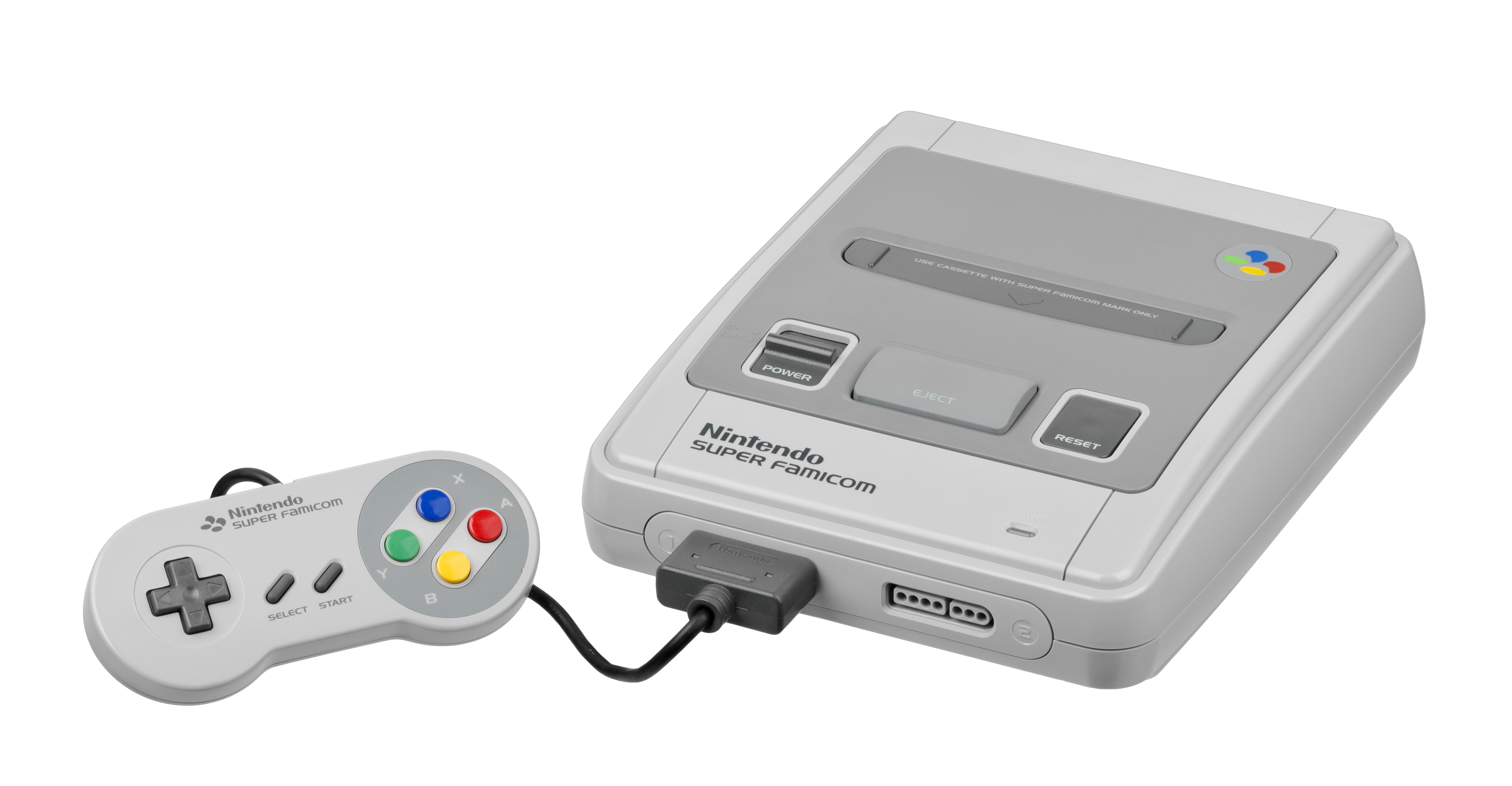
SNES byl nejprodávanější herní konzolí čtvrté generace
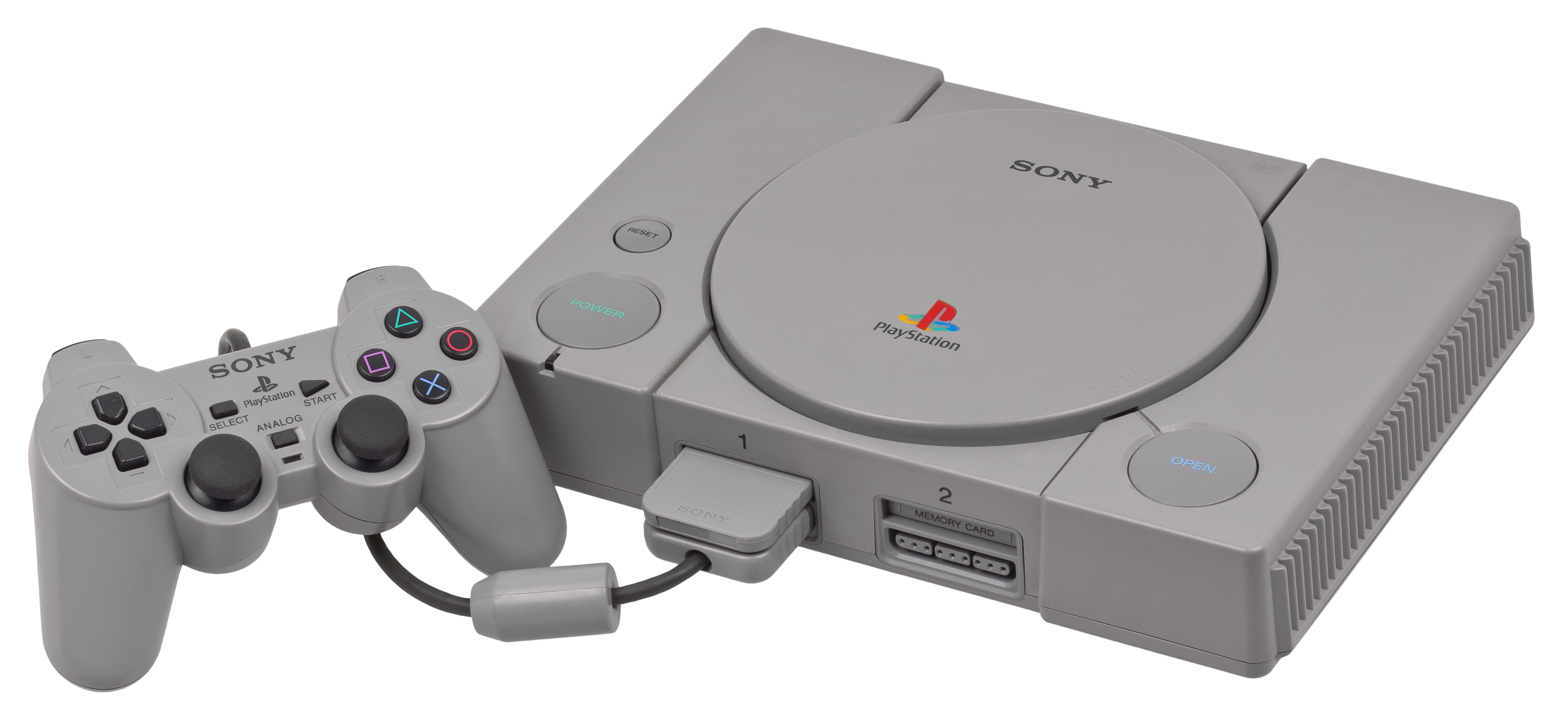
PlayStation byl nejprodávanější herní konzolí páté generace
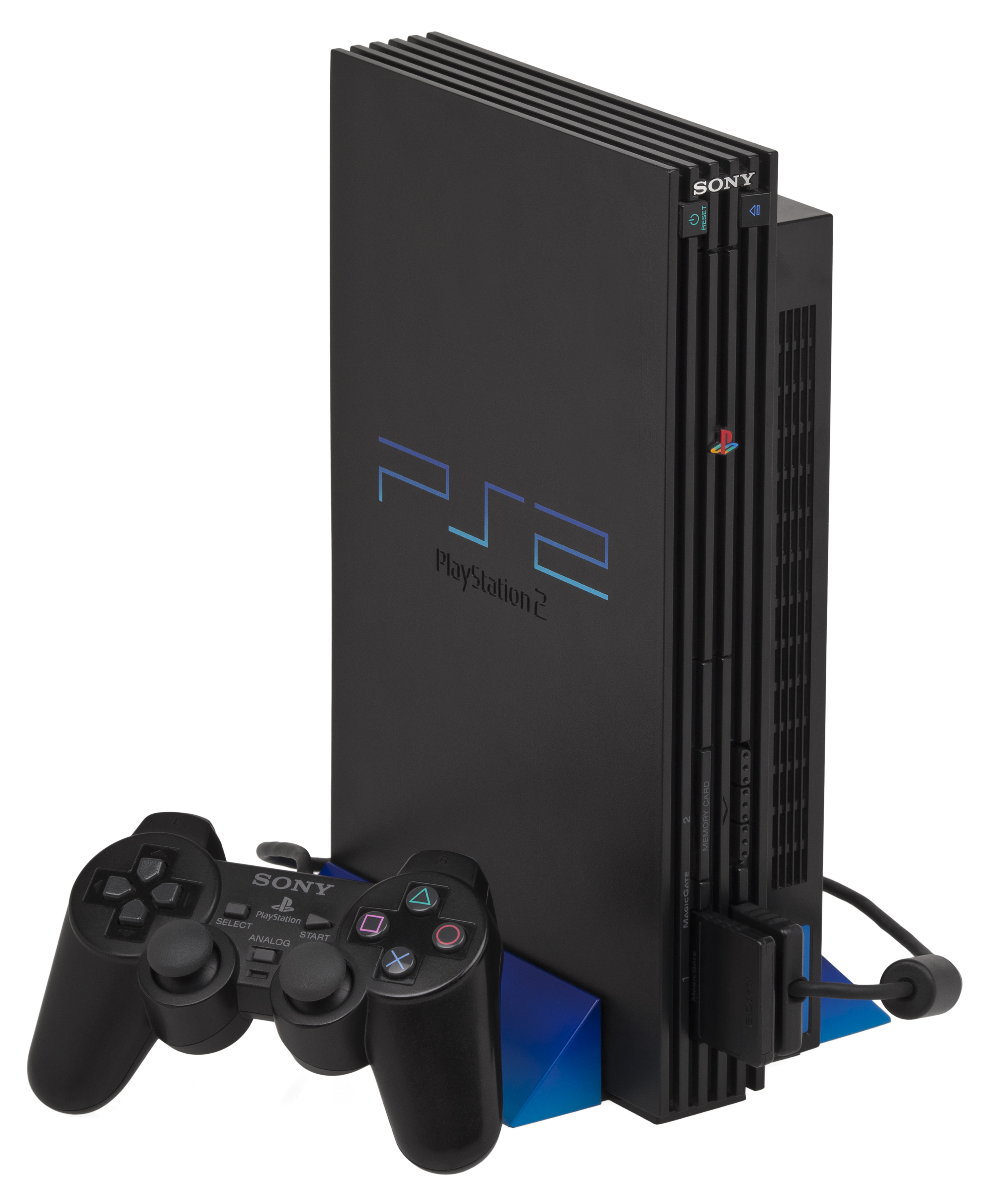
PlayStation 2 byl nejprodávanější herní konzolí v historii
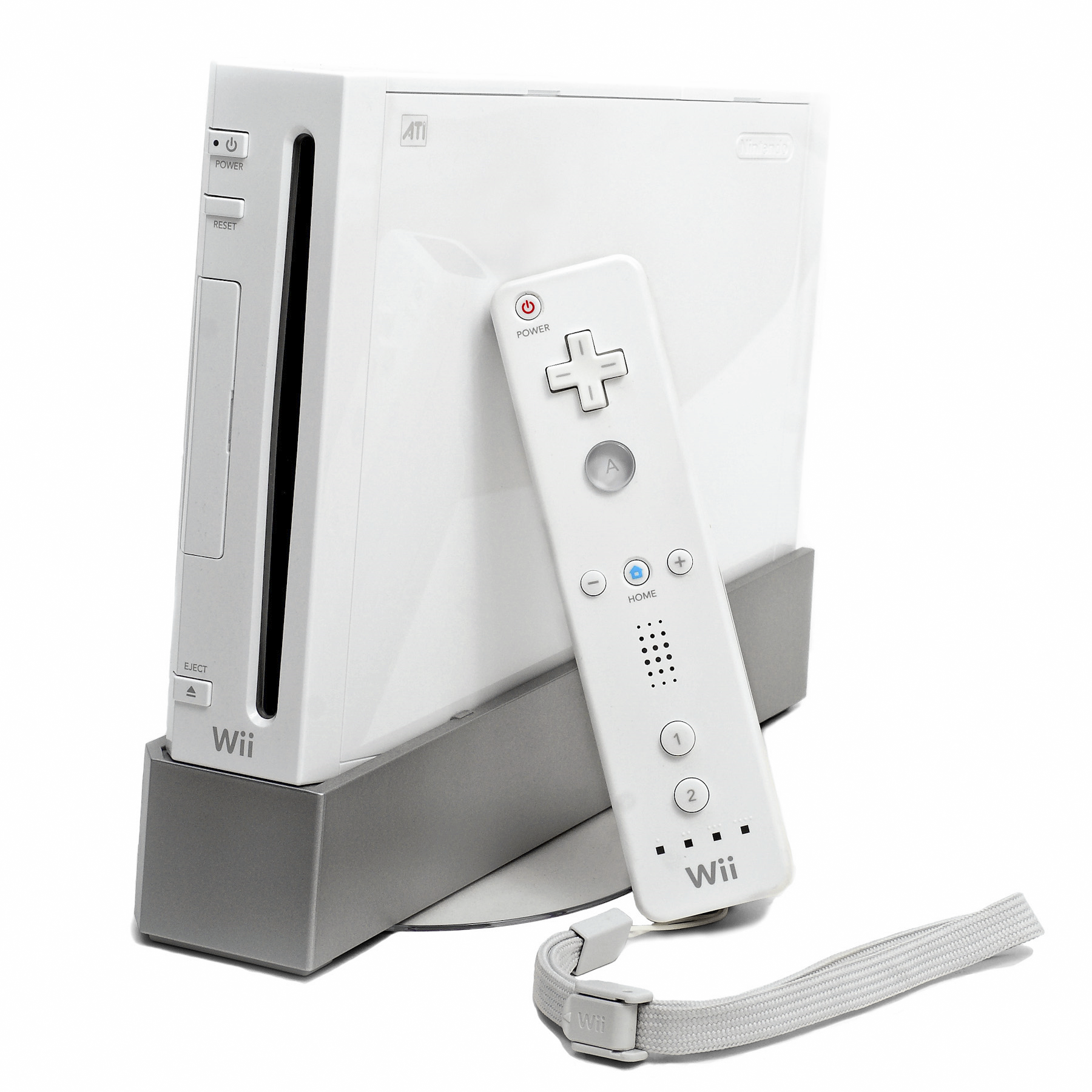
Nintendo Wii bylo nejprodávanější herní konzolí sedmé generace
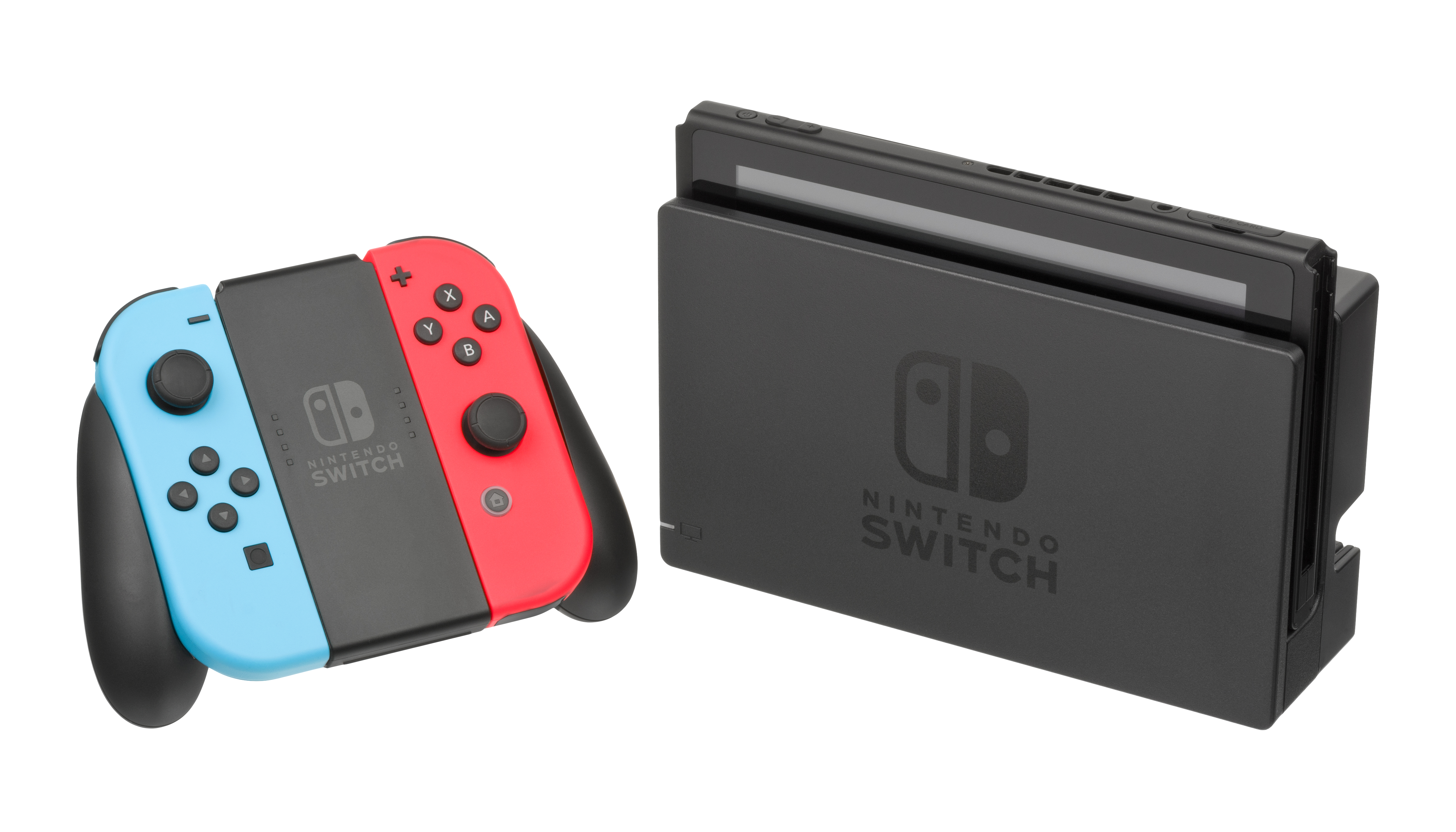
Nintendo Switch je nejprodávanější herní konzolí osmé generace
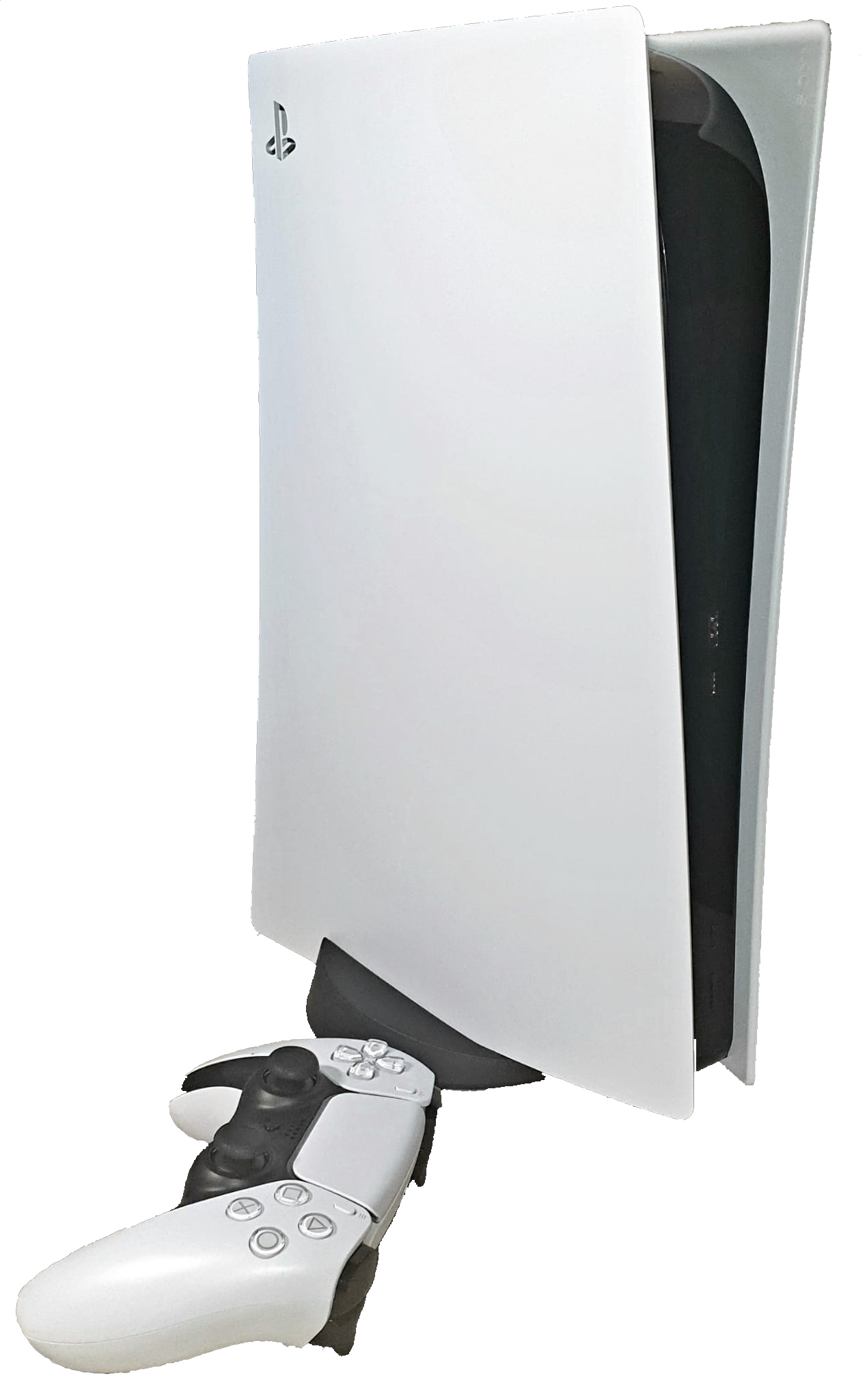
PlayStation 5 je nejprodávanější herní konzolí deváté generace

### Kapesní
Tyto herní konzole jsou menší a lehčí než stolní, nazývají se též handheld. Mají svůj vlastní displej, který tvoří jeden konstrukční celek společně s ovládacími prvky a zdrojem (dobíjecí akumulátor nebo baterie). Tyto přístroje většinou nepoužívají disková média, nýbrž paměťové cartridge (výjimkou je PSP, které má UMD disk i slot pro paměťové karty), případně mají hry v paměti uložené napevno. Většina moderních handheldů umožňuje spojení s dalšími handheldy za účelem vícečlenných herních interakcí. Přenosné kapesní konzole jsou ideální pro děti nebo pro lidi, kteří rádi cestují a využívají konzole například na dovolen, v zahraničí nebo na cestách. Mezi přenosné konzole patří například Nintendo Switch nebo Microsoft Xbox One S.
2. generace
- Nintendo Game & Watch (1980, 60 verzí)
- Elektronika IM (1985, sovětská kopie Game & Watch, více než 70 verzí)
- Microvision (1979)
- Entex Select-a-game (1981)
- Epoch Game Pocket Computer (1984)
- Palmtex Super Micro (1984)

4. generace
- Nintendo Game Boy (1989)
- Atari Lynx (1989)
- Sega Game Gear (1990)
- TurboExpress (1990)
- Watara Supervision (1992)

5. generace
- Sega Nomad (1995)
- Nintendo Game Boy Color (1998)
- Neo Geo Pocket (1998)
- Neo Geo Pocket Color (1999)
- Bandai WonderSwan (1999)
- Bandai WonderSwan Color (2000)

7. generace
- Nintendo DS/DSLite/DSi (2004,2008)
- PlayStation Portable (2005)

8. generace
- Nintendo 3DS (2011)
- PlayStation Vita (2012)
- Nintendo Switch Lite (2019)

9. generace
- Valve Steam Deck (2022)
- Asus ROG Ally (2023)

### Jednoúčelové
Zvláštní skupina herních konzolí, které nemají žádnou mechaniku či slot. Hry mají pevně uložené v paměti.

### Hybridní
Hybridní konzole je možné připojit k televizí, ale je možné je použít i jako handheld (Nintendo Switch).